# Balatonszentgyörgy
Balatonszentgyörgy je obec v Maďarsku v župě Somogy. Obec se nachází nedaleko Balatonu.
Její rozloha činí 23,68 km² a v roce 2024 zde žilo 1 446 obyvatel.
Kromě hlavní části k Balatonszentgyörgy připadají i malé části Battyánpuszta a Téglagyár. Obcí prochází silnice 76. Poblíže se nacházejí vesnice Balatonberény a Vörs.